# Atilio Biondi
Atilio Rafael Biondi (Casilda, 17 de junho de 1883 — data e local de morte desconhecidos) foi um militante anarquista e dirigente sindical argentino.

## Biografia
Atilio Biondi nasceu em 17 de junho de 1883 em Casilda, na província de Santa Fé. Foi o segundo filho dos imigrantes italianos Federico Biondi e Benita Giostra. Seu irmão mais velho, José, nasceu na Itália. Em 1886, a família se instalou em Buenos Aires, onde Federico e Benita tiveram mais dois filhos, Apolonia e Américo. Em 1895, a mãe de Atilio trabalhava como lavadeira e seu irmão José como carroceiro, enquanto Atilio e sua irmã Apolonia frequentavam a escola.
Atilio aprendeu o ofício de caldeireiro e passou a trabalhar como caldeireiro naval no porto de Buenos Aires. É possível que tenha tomado parte na Sociedade de Resistência de Caldeireiros e Afins, fundada em 1902 e um dos primeiros sindicatos a conquistar a jornada de trabalho de oito horas, em 1904. Em 1905, foi um dos presos em razão da manifestação do Primeiro de Maio em Buenos Aires. Já no início da década  de 1910, aparece como secretário da Federação Operária Local Bonaerense (FOLB), de orientação anarquista. Através de seu trabalho no porto, estabeleceu vínculos estreitos com os estivadores organizados na Sociedade de Resistência dos Operários do Porto da Capital, com os trabalhadores dos estaleiros e com os marinheiros. Em 1910, apoiou a eleição do militante argentino nativo Francisco García para a direção da Federação Operária Marítima (FOM), como parte de uma estratégia que buscava evitar a deportação dos dirigentes sindicais pela repressão desencadeada após o Centenário Argentino.
Biondi era um entusiasta da unidade do movimento operário argentino e aderiu ao Congresso de Fusão realizado entre 28 de março e 1 de abril de 1907, que aspirava unir em uma única organização a Federação Operária Regional Argentina (FORA) anarquista, a União Geral de Trabalhadores (UGT) sindicalista e os sindicatos autônomos. Anos mais tarde, em 4 de novembro de 1912, firmou uma convocatória em nome da FORA dirigida à Confederação Operária Regional Argentina (CORA) em prol da unidade. Em 1915, foi um dos delegados do IX Congresso da FORA, que suprimiu a resolução que recomendava a propaganda dos "princípios econômicos e filosóficos do comunismo anárquico" no seio da Federação. Os anarquistas que reivindicavam a adesão da FORA aos princípios anarquistas fundaram a Federação Operária Regional Argentina do V Congresso (FORA V). Biondi permaneceu na FORA do IX Congresso, argumentando que a unidade sindical era mais importante do que diferenças políticas e doutrinárias, e foi eleito membro de seu Conselho Federal. Em 1917, seu sindicato passou a integrar a Federação Operária em Construções Navais (FOCN), junto de outras agremiações de ofício.
Biondi fez parte do grupo de anarquistas e sindicalistas que apoiaram a Revolução Russa de 1917 e reivindicavam a experiência soviética, vinculando-se ao grupo de Enrique García Thomas, que editava o periódico La Rebelión. Em 1918, o grupo do periódico La Rebelión somou esforços junto a outros anarquistas simpáticos ao bolchevismo para fundar o diário Bandera Roja, do qual Biondi foi administrador e redator. Em outubro de 1919, com base na Lei de Defesa Social, o juíz Ramos Mexia condenou Biondi e dois redatores do periódico — García Thomas e Hermenegildo Rosales — a seis anos de prisão. Em maio de 1920, foram beneficiados por um indulto presidencial reclamado pelo Comitê Pró-Presos e libertados do presídio de Ushuaia.
Em 1919, os "anarco-bolcheviques" — como ficaram conhecidos os anarquistas que reivindicavam a Revolução de Outubro — hegemonizaram o Comitê Federal da FORA Comunista, embora sob fortes críticas dos anarquistas ortodoxos reunidos em torno dos periódicos La Protesta e La Antorcha e, em agosto 1921, são expulsos da Federação. Entre 1921 e 1922, os "anarco-bolcheviques" publicaram o diário El Trabajo, que pregava a união das forças operárias em uma única central sindical aderida à Internacional Sindical Vermelha. Em março de 1922, a FORA do IX Congresso, os sindicatos autônomos e os "anarco-bolcheviques" confluíram para a criação da União Sindical Argentina (USA), da qual Biondi fez parte de seu Comitê Central e foi designado ao cargo de pró-tesoureiro. Biondi ainda colaborou para os órgãos da USA, Unión Sindical e Bandera Proletaria. Militou também na Aliança Libertária Argentina (ALA), fundada em 1923 pelos "anarco-bolcheviques".
Junto de Abraham Resnik e Martín S. García, Biondi fez parte da delegação da USA enviada à Moscou em 1927 para participar das comemorações do décimo aniversário da Revolução Bolchevique e do Congresso dos Amigos da URSS. Os três delegados enviados à União Soviética escreveram um extenso relato sobre diversos aspectos da vida econômica, social e cultural do país socialista, que foi publicado no diário Bandera Proletaria entre fevereiro e março de 1929. Em Moscou, Biondi ainda tomou parte em uma reunião do bureau da Internacional Sindical Vermelha em novembro de 1927 e no mesmo mês participou da Primeira Conferência Sindical Latino-americana. Foi também membro da comissão organizadora da Segunda Conferência Sindical Latino-americana, realizada em abril de 1928 e na qual se resolveu convocar um congresso a ser realizado em maio de 1929 em Montevidéu para a criação da Confederação Sindical Latino-americana.
Apesar de sua postura simpática em relação à União Soviética, Biondi jamais abandonou o anarquismo. Na década de 1930, ainda cumpria funções diretivas no sindicato dos caldeireiros e participou da Confederação Geral do Trabalho (CGT). Após a divisão da CGT em duas centrais, a CGT "Independencia" e a CGT "Catamarca" — nomes alusivos às ruas onde se encontravam suas respectivas sedes —, Biondi participou das tentativas que visavam refundar a USA levadas a cabo pela CTG "Catamarca" em 1937. Em 1939 participou do último congresso da USA refundada, e foi eleito membro de seu Comitê Central.
Em 1942, Biondi foi eleito para administrar o fundo de pensões da FOM, junto de Fortunato Marinelli, após décadas de lutas dos trabalhadores marítimos para que os fundos de pensão ficassem sob o controle de seu sindicato. Com a ascensão de Juan Domingo Perón ao poder, Biondi se alinhou aos sindicatos que lhe faziam oposição. Em abril de 1950, a recém-criada Confederação Geral de Grêmios Marítimos e Afins realizou uma paralisação de 48 horas, que se repetiu em maio. Em solidariedade aos marítimos, o sindicato dos caldeireiros — do qual Biondi integrava a Comissão Administrativa — aderiu à paralisação, ao custo do fechamento de sua sede e de sua imprensa. Em janeiro de 1951, Biondi assinou uma carta dos caldeireiros dirigida à Perón, solicitando a reabertura da sede de seu sindicato e a liberação de sua imprensa.
Não existem informações sobre a data e o local da morte de Biondi.